# Santa Creu d'Aghtamar
L'església de la Santa Creu d'Aghtamar (en turc: Akdamar Kutsal Haç Kilisesi, en armeni: Սուրբ Խաչ, Surb Khatx), ara convertida en museu, és una antiga església armènia situada a l'illa d'Akdamar (en armeni: Aghtamar), al llac Van, a l'actual Turquia, antiga Armènia Occidental). Va formar part d'un monestir, els edificis principals del qual els va encarregar el rei Gagik I Arçrouni i es construïren entre els anys 915 i 921. La resta d'esglésies que hi havia al voltant del llac, més de 150, foren destruïdes o utilitzades per a altres finalitats el 1920. A més a més, de les 2.500 esglésies i 500 monestirs d'Armènia occidental, l'església de la Santa Creu d'Aghtamar és una de les dues úniques esglésies, juntament amb Vasourp Giragos, que s'han restaurat.

## Història
El lloc conserva les restes d'un monestir construït l'any 653, l'últim vestigi del Regne de Baspracània. Els edificis principals, els va encarregar el rei Gagik I Arçrouni i els construí entre els anys 915 i 921 un arquitecte anomenat Manuel. L'interior té 14,80 m per 11,5 m. La cúpula arriba als 20,40 m. Les pintures interiors es van fer al segle X. Tot i que ara destruït, la seu patriarcal de Baspracània envoltava originàriament l'església de la Santa Creu, i va ser durant molt de temps la residència d'un dels catolicós d'Armènia (el Catholicosat data del 1113), fins al 1895.
El 1915, durant el genocidi armeni, els monjos foren massacrats i els edificis monàstics destruïts; només l'església, que va patir greus danys, hi sobrevisqué, tot i que la prefectura de la ciutat n'ordenà la destrucció el 1951. De fet, es va salvar in extremis gràcies a la intervenció de l'escriptor Yaşar Kemal.
El lloc va estar prohibit als estrangers fins a la fi dels anys 1960. La catedral, restaurada i inaugurada el 29 de març del 2007, es va proposar el 2015 per a la inscripció a la llista del Patrimoni Mundial de la Humanitat, i està inclosa a la "llista indicativa" de la UNESCO en la categoria de patrimoni cultural.

## Llegenda
El nom d'Aghtamar prové d'una llegenda armènia: cada nit un xic nadava fins a l'illa, guiat per una flama que sostenia la seua estimada, la princesa Tamar. Quan el pare de la xica va descobrir el seu romanç clandestí, apagà la flama i l'amant es va ofegar. Quan van descobrir-ne el cos a la vora del llac, els seus llavis, tot i que morts, semblaven dir: "Ah! Tamar".

## Conjunt monàstic
L'església té planta de creu amb quatre absis. L'interior està molt malmés, tot i uns frescos molt bonics. L'estil n'és senzill, els personatges secundaris es representen un sobre l'altre. El fris continu de baixos relleus que cobreix els murs exteriors fa que el monument siga un dels més originals del cristianisme. La particularitat de l'indret rau en els frisos circulars esculpits a fora, que representen escenes de caça i bíbliques: els baixos relleus de les façanes sud i nord il·lustren escenes de l'Antic Testament. La façana oest està decorada amb creus i àngels mentre el rei Gaguik I presenta a Crist la maqueta de la seua església. La façana est representa sants i profetes.

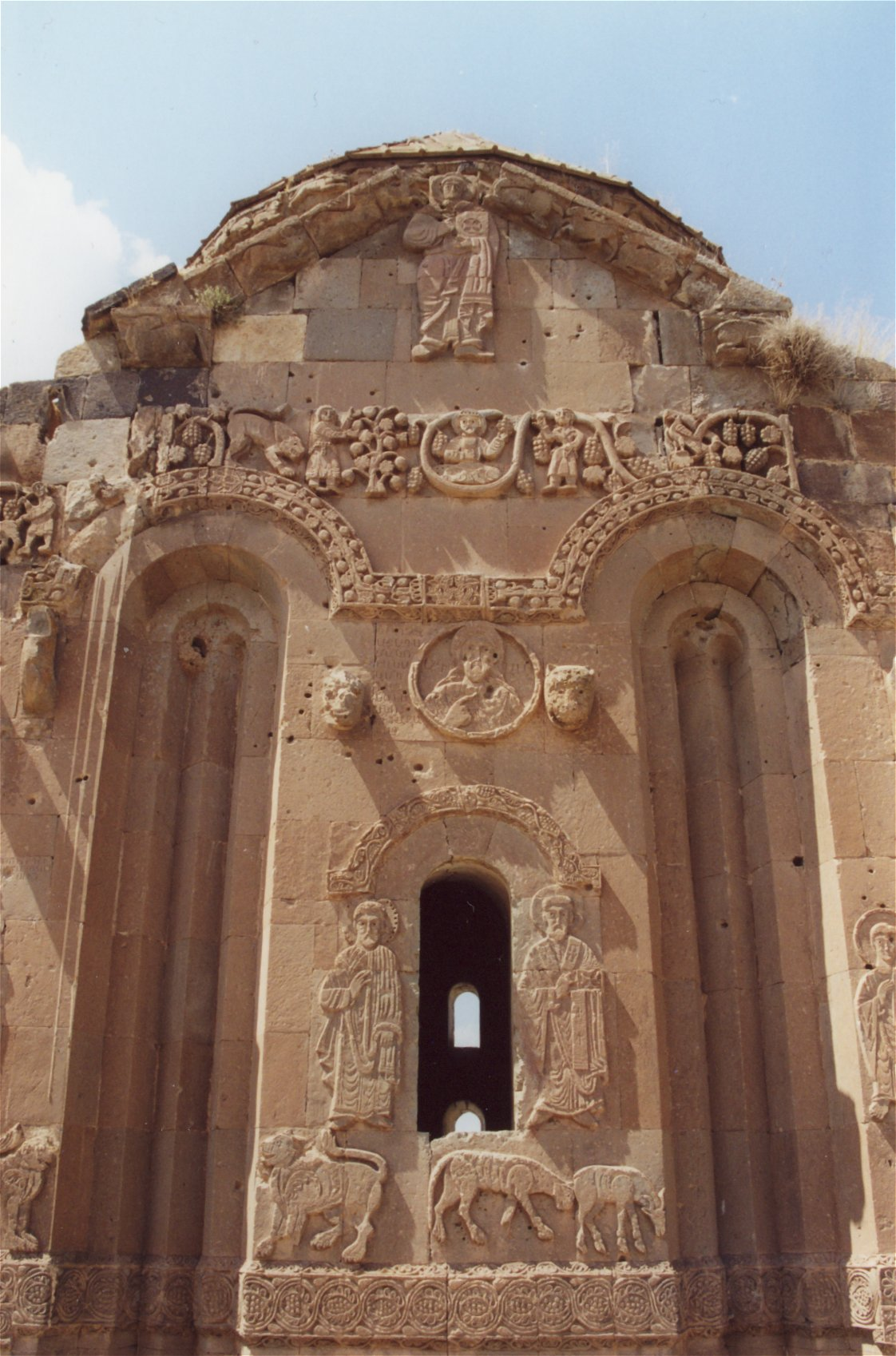
Façana oriental
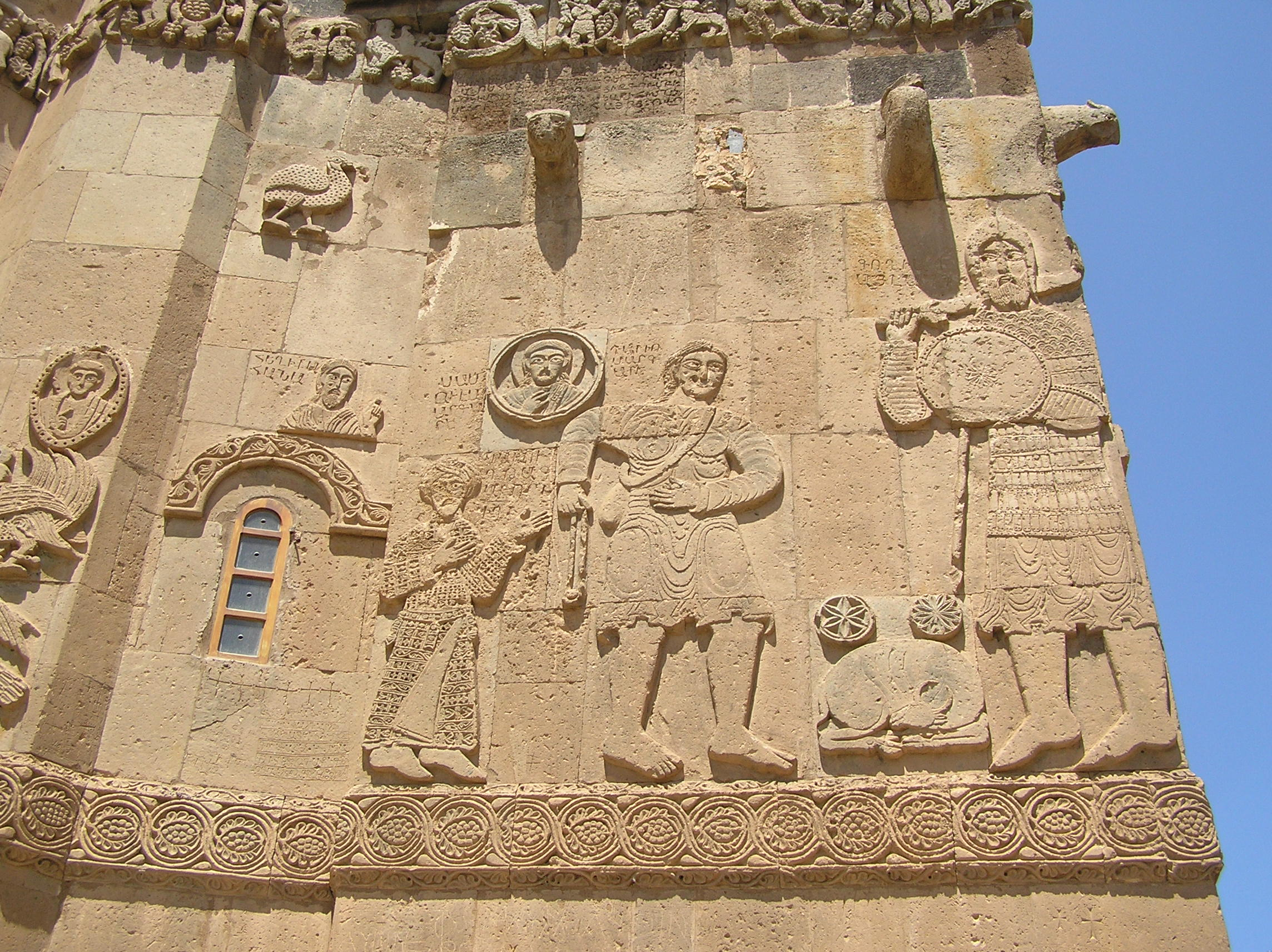
Façana sud; a dalt (d'esquerra a dreta) un sant i els profetes Elies i Samuel; a baix (d'esquerra a dreta): Saül, David i Goliat
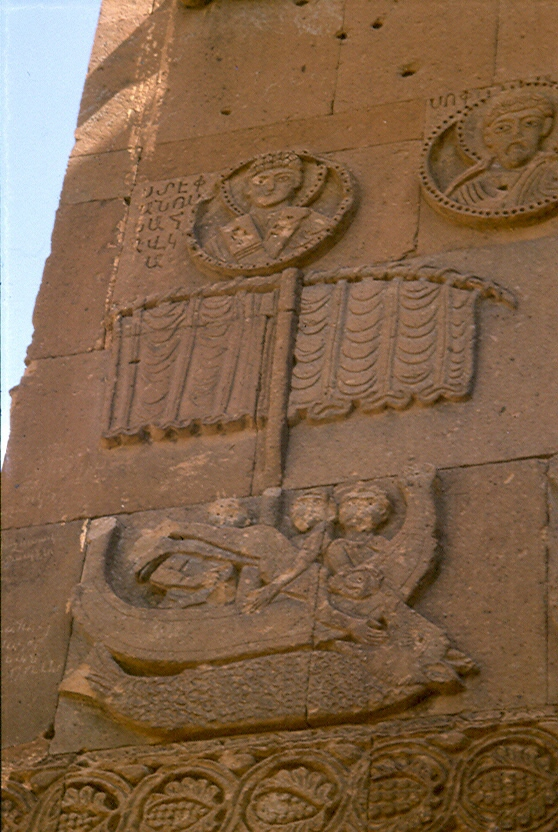
Façana sud; el profeta Jonàs engolit per la balena
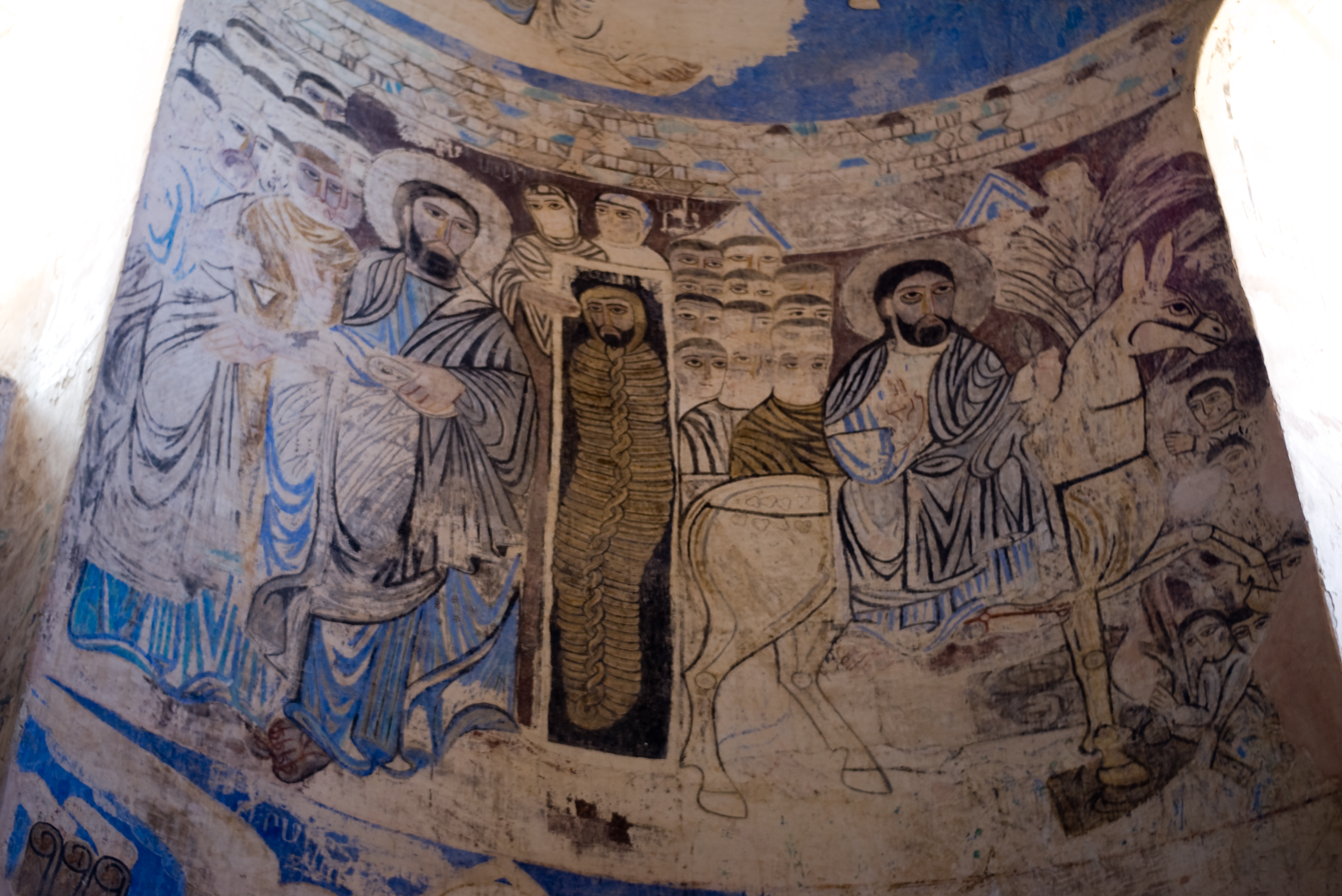
Absis occidental; resurrecció de Llàtzer i entrada a Jerusalem

## Restauració controvertida
Des del 2005, el govern turc ha estat duent a terme un programa de restauració de l'església, finançat pel Ministeri de Cultura turc. L'obra va acabar l'octubre del 2006 i s'inaugurà el 29 de març del 2007. Aquestes obres de restauració són molt controvertides i la inauguració fou boicotejada per personalitats armènies, inclòs el catolicós Karekin II. De fet, el lloc s'ha transformat en un museu i la celebració d'una missa només està autoritzada per Turquia un cop a l'any (cada any des del 2010). Fora d'aquest dia, hi està prohibit pregar, així com encendre-hi espelmes. A més a més, les autoritats turques van canviar el nom pel d'Akdamar, que significa 'vena blanca' en turc. No hi ha cap senyal que indique que aquest siga un lloc significatiu en la història armènia.
Ara Sarafian, historiadora britànica d'origen armeni, va considerar-ne que la restauració seria un "pas positiu", tot i que la paraula "armeni" no apareixia en cap dels rètols oficials, i va descriure'n la inauguració com "una horrible demostració de poder per part d'alguns sectors de l'estat turc". Steven Sim, un historiador d'art britànic, creu que aquesta restauració, en gairebé tots els aspectes, no compleix amb els estàndards i les pràctiques modernes acceptables. El gavit (nàrtex), per posar un exemple sorprenent, tenia abans de la restauració una teulada lleugerament corbada, gairebé plana i sense inclinació. El terra de la catedral estava fet de lloses irregulars: les varen substituir per una llosa de ciment.
El 19 de setembre del 2010 se celebrà una missa armènia en aquesta església per primera vegada des del 1915, oficiada per l'arquebisbe Aram Atechian.
Després de la restauració i la instal·lació d'una creu a la part superior de la cúpula de l'església, aparegué una esquerda després del terratrèmol del 23 d'octubre del 2011.